# I Will Come to You
I Will Come to You är en pop/ballad som sjöngs av gruppen Hanson och finns med på albumet Middle of Nowhere. Musikvideon vann finalen av TV-programmet Voxpop hösten 1997 och blev en hit på bland annat Trackslistan i Sverige. Låten är skriven av Isaac Hanson, Taylor Hanson, Zac Hanson, Barry Mann och Cynthia Weil.

## Listplaceringar
| Lista (1997-1998)   | Topplacering |
| ------------------- | ------------ |
| Australien          | 2            |
| Belgien (Flandern)  | 4            |
| Belgien (Vallonien) | 4            |
| Finland             | 2            |
| Frankrike           | 10           |
| Nederländerna       | 12           |
| Norge               | 4            |
| Nya Zeeland         | 3            |
| Schweiz             | 9            |
| Sverige             | 1            |
| Österrike           | 10           |

### Årslistor
| Lista (1998)            | Placering |
| ----------------------- | --------- |
| USA (Billboard Hot 100) | 50        |

### Fotnoter
1. ↑  ”Listplacering”. http://australian-charts.com/showitem.asp?interpret=Hanson&titel=I+Will+Come+To+You&cat=s. Läst 11 maj 2011.
2. ↑  ”Listplacering”. http://www.ultratop.be/nl/showitem.asp?interpret=Hanson&titel=I+Will+Come+To+You&cat=s. Läst 11 maj 2011.
3. ↑  ”Listplacering”. http://www.ultratop.be/fr/showitem.asp?interpret=Hanson&titel=I+Will+Come+To+You&cat=s. Läst 11 maj 2011.
4. ↑  ”Listplacering”. http://finnishcharts.com/showitem.asp?interpret=Hanson&titel=I+Will+Come+To+You&cat=s. Läst 11 maj 2011.
5. ↑  ”Listplacering”. http://lescharts.com/showitem.asp?interpret=Hanson&titel=I+Will+Come+To+You&cat=s. Läst 11 maj 2011.
6. ↑  ”Listplacering”. http://dutchcharts.nl/showitem.asp?interpret=Hanson&titel=I+Will+Come+To+You&cat=s. Läst 11 maj 2011.
7. ↑  ”Listplacering”. http://norwegiancharts.com/showitem.asp?interpret=Hanson&titel=I+Will+Come+To+You&cat=s. Läst 11 maj 2011.
8. ↑  ”Listplacering”. Arkiverad från originalet den 9 november 2012. https://web.archive.org/web/20121109023640/http://charts.org.nz/showitem.asp?interpret=Hanson&titel=I+Will+Come+To+You&cat=s. Läst 11 maj 2011.
9. ↑  ”Listplacering”. http://hitparade.ch/showitem.asp?interpret=Hanson&titel=I+Will+Come+To+You&cat=s. Läst 11 maj 2011.
10. ↑  ”Listplacering”. http://swedishcharts.com/showitem.asp?interpret=Hanson&titel=I+Will+Come+To+You&cat=s. Läst 11 maj 2011.
11. ↑  ”Listplacering”. http://austriancharts.at/showitem.asp?interpret=Hanson&titel=I+Will+Come+To+You&cat=s. Läst 11 maj 2011.
12. ↑  ”Billboard Top 100 - 1998”. Arkiverad från originalet den 9 mars 2009. https://web.archive.org/web/20090309202636/http://longboredsurfer.com/charts.php?year=1998. Läst 28 augusti 2010.